# 龜山 (武漢)

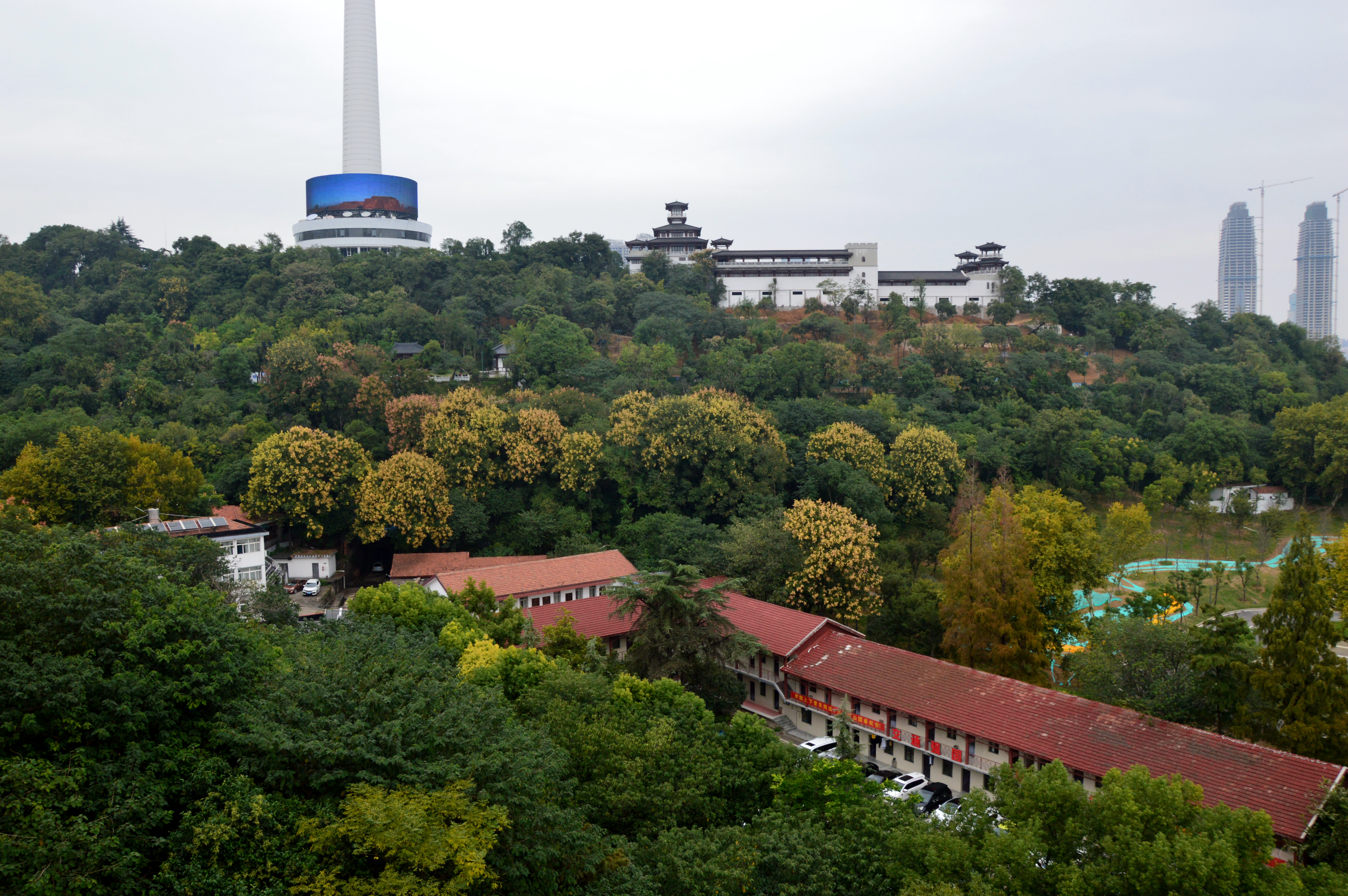
自长江大桥眺望龟山

龟山或鲁山是中国湖北省武汉市市内名胜古迹较多的山。古时，此山被名为翼际山。龟山主要以山上史上留下的名胜古迹而著名。这主要包括关王庙、藏马洞、磨刀石、太平兴国寺、桂月亭状元石、禹王宫、月树亭、桃花洞罗汉寺、龙祥寺、鲁肃墓、向警予烈士陵园和红色战士公墓等等。